# Pseudorchesia nigrosignata
Pseudorchesia nigrosignata es una especie de coleóptero de la familia Tetratomidae.

## Distribución geográfica
Habita en Argentina.